# Valdov (zaniklá ves)
Valdov byla středověká vesnice nacházející se v oblasti dnešní Drahanské vrchoviny, poblíž současných obcí Drahany a Březina v okrese Vyškov. První zmínka o vsi pochází z roku 1386, přičemž další záznamy z let 1466 a 1480 již hovoří o pusté vsi. Podle archeologických průzkumů byla ves tvořena řadovou lesní lánovou vsí a existovala pravděpodobně do 15. století. 

## Historie
Valdov patřil mezi typické středověké vesnice Drahanské vrchoviny. Jeho poloha byla určena archeologickým průzkumem, který odhalil pozůstatky stavebních reliktů. V lokalitě bylo nalezeno celkem 15 objektů odpovídajících 11 usedlostem, přičemž další řada mohla obsahovat až 16 usedlostí. Vesnice byla situována podél potoční terasy a vykazovala charakteristické znaky řadové osady. První písemná zmínka o vsi pochází z roku 1386. Další záznamy z let 1466 a 1480 již hovoří o pusté vsi. Pravděpodobnými příčinami zániku mohly být morové epidemie, přesídlení obyvatel do úrodnějších oblastí nebo hospodářské problémy. Podle archeologických nálezů zde existovalo řadové osídlení se dvěma paralelními řadami usedlostí, podobně jako u jiných vsí v oblasti. Při archeologickém výzkumu byly nalezeny pozůstatky keramiky, mazanice a dalších artefaktů. Letecká fotogrammetrie odhalila pozůstatky usedlostí a jejich rozmístění.

## Archeologický výzkum
Lokalita byla zkoumána povrchovým průzkumem, při němž byly nalezeny zbytky keramických střepů, mazanice a kamenných konstrukcí. Průzkum potvrdil, že Valdov patřil mezi dvojřadé krátké lesní lánové vsi s typickým uspořádáním domů po obou stranách potočního údolí. Vzdálenost mezi řadami usedlostí dosahovala až 120 m.